# Deutscher Südwest Bund
Der Deutsche Südwest Bund (DSWB), auch Deutscher Südwest-Bund, war eine politische Partei in Südwestafrika, dem heutigen Namibia. Ziel war es die Gleichberechtigung der Deutsch-Südwester zu erreichen.
Der Entschluss zur Gründung der Partei mit dem Motto Südwest zuerst wurde am 24. Juni 1937 unter anderem basierend auf einer Idee von Edgar Sander gefällt. Hierbei stand auch die Allgemeine Zeitung dahinter. Der Bund als politische Bewegung stand naturalisierten Deutschen offen. Gegen die Gründung stellten sich vor allem Anhänger des Nationalsozialismus. Sie gründeten als Gegenbewegung Kulturvereine, die auch anderen Bevölkerungsgruppen offen standen.
Im August desselben Jahres zeigte sich bei einer Umfrage, dass das Interesse an dem neuen Bund in der deutschen Bevölkerung Südwestafrikas sehr groß war. Am 31. August 1937 wurde der DSWB formell gegründet. Zwei der Mitglieder, John Meinert und Hans Hirsekorn (Vorsitzender des DSWB) waren zu diesem Zeitpunkt bereits Abgeordnete im South West African Legislative Assembly.
Wenige Jahre später musste sich der DSWB dem Druck aus dem Heimatland beugen. So wurde Ernst Emil Dressel, ehemaliger Vorsitzender des Deutschen Bundes für Südwestafrika (DB), zum neuen Vorsitzenden ernannt. Er trieb die Umwandlung in eine „nach nationalsozialistischen Grundsätzen und Weisungen handelnde Organisation“ voran.
Am 8. Februar 1939 trennte sich, unter Führung von Martin Maier, die Deutsche Afrikanische Partei vom DSWB ab.